# پراکندگی
پراکندگی یا پراکنش (به انگلیسی: scattering) یک پدیده فیزیکی طبیعی است که برای پرتوها، مانند نور، صدا، یا ذرات متحرک رخ می‌دهد و آنها مجبور به تغییر مسیر حرکت خود از میان ذرات یک ماده که در حال عبور از آن هستند می‌شوند. در استفاده متعارف مسیر بعدی حرکت ذره از طریق قانون بازتاب به دست می‌آید.
موادی که دارای ذراتی باشند که موجب پراکنش بشوند به قدری زیاد است که نمی‌توان آنها را فهرست کرد. اما مثال‌ها شامل ذره‌ها، حباب‌ها، قطره‌ها، نوسانات چگالی در شاره‌ها، کریستالیت‌ها در خطوط کریستالی چندبلور، نقص در خطوط جامد تک‌بلور، زبری سطح، سلول‌ها در ارگان‌ها، و الیاف نساجی در لباس‌ها می‌شود. مسیر حرکت تقریباً تمام ذرات پراکنده شده توسط نظریه پراکنش قابل توجیه و تفسیر است.
در ابتدا، این اصطلاح به پراکنش نور محدود می‌شد (حداقل به زمان ایزاک نیوتن در قرن هفدهم برمی‌گردد). با کشف پدیده‌های «پرتومانند» بیشتر، ایده پراکنش به آنها نیز گسترش یافت، به طوری که ویلیام هرشل می‌توانست در سال ۱۸۰۰ به پراکنش «پرتوهای گرما» (که در آن زمان به صورت الکترومغناطیسی در طبیعت شناخته نمی‌شدند) اشاره کند. جان تیندال، پیشگام در تحقیقات پراکنش نور، در دهه ۱۸۷۰ به ارتباط بین پراکنش نور و پراکنش آکوستیک اشاره کرد. نزدیک به پایان قرن نوزدهم، پراکنش پرتوهای کاتدی (پرتوهای الکترونی) و پرتوهای ایکس مشاهده و مورد بحث قرار گرفت. با کشف ذرات زیراتمی (به عنوان مثال ارنست رادرفورد در سال 1911) و توسعه نظریه کوانتومی در قرن بیستم، معنای این اصطلاح گسترده‌تر شد، زیرا تشخیص داده شد که همان چارچوب‌های ریاضی مورد استفاده در پراکنش نور را می‌توان برای بسیاری از پدیده‌های دیگر نیز به کار برد.